# Доњецка Народна Република (конститутивни субјект Русије)
Доњецка Народна Република (рус. Донецкая Народная Республика, скраћено Доњецка НР и ДНР) је конститутивни субјект Руске Федерације са статусом републике на простору Донбаса. Део је Јужног федералног округа. Главни град републике је Доњецк.
До априла 2014. године, територија ДНР била је под контролом Украјине, а од тада је била делимично призната независна држава све до 2022. године када се припојила Руској Федерацији након референдума током инвазије Русије на Украјине. Тренутни дејуре статус ове регије споран. Према руском гледишту, на простору Донбаса постоје Доњецка и Луганска Народна Република, а према украјинском гледишту, територија Донбаса је политички подељена на Доњецку и Луганску област.
Глава ДНР од 2018. године је Денис Пушилин.